# Salomonseilanden op de Olympische Zomerspelen 2000
De Salomonseilanden namen deel aan de Olympische Zomerspelen 2000 in Sydney, Australië. Het was de vijfde deelname van het land aan de Spelen, echter werden er geen medailles gewonnen.

## Deelnemers en resultaten
(m) = mannen, (v) = vrouwen 

### Atletiek
| Olympiër   | Discipline             | Resultaat | Prestatie                |
| ---------- | ---------------------- | --------- | ------------------------ |
| Primo Higa | 3000m steeplechase (m) | 39e       | serie 1: 13de in 9.44,12 |
|            |                        |           |                          |
| Jenny Keni | 100m (v)               | 79e       | serie 2: 8ste in 13,01   |